# Marie Dabadie
Pour les articles homonymes, voir Dabadie.
Marie Dabadie, née Marie-Christine Jeanne Ginette Martin le 19 novembre 1943 à Paris et morte le 25 décembre 2023 dans cette même ville,, est une journaliste et productrice de films française. Elle est la secrétaire de l'académie Goncourt de 1998 à 2018.

## Biographie
Fille de Pierre-Étienne Martin-Guyot, industriel, Marie Dabadie écrit pour Le Figaro au début des années 1970 mais est aussi journaliste au Women's Wear Daily de 1970 à 1974 puis rédactrice en chef de l’édition française du magazine Architectural Digest de 1987 à 1997, qu'elle lance.
Elle réalise deux courts-métrages sur le Pérou pour FR3, diffusés en 1978.
En 1981, elle devient co-directrice, avec Danièle Delorme, de la société de production Témoins. Elle produit notamment le seul documentaire consacré à l'écrivain Jean Genet (par Antoine Bourseiller), trois sur le poète Philippe Soupault (par Bertrand Tavernier) ainsi qu'un autre sur les coulisses de la libération de Nelson Mandela.
En 1998, François Nourissier lui propose de devenir administratrice  de l’académie Goncourt. Elle est la seule salariée, (les  membres étant tous bénévoles) et  assiste à toutes les délibérations des jurés. Elle fait notamment déposer la marque Goncourt (estimée à 15 millions d'euros) et crée le site Internet de l'académie. En février 2018, elle apprend sa mise à la retraite pour un départ en juin 2018.
En 2007, elle devient déléguée de l'association Les Écrivains de marine. Elle est par ailleurs capitaine de frégate de la réserve citoyenne.

### Vie privée

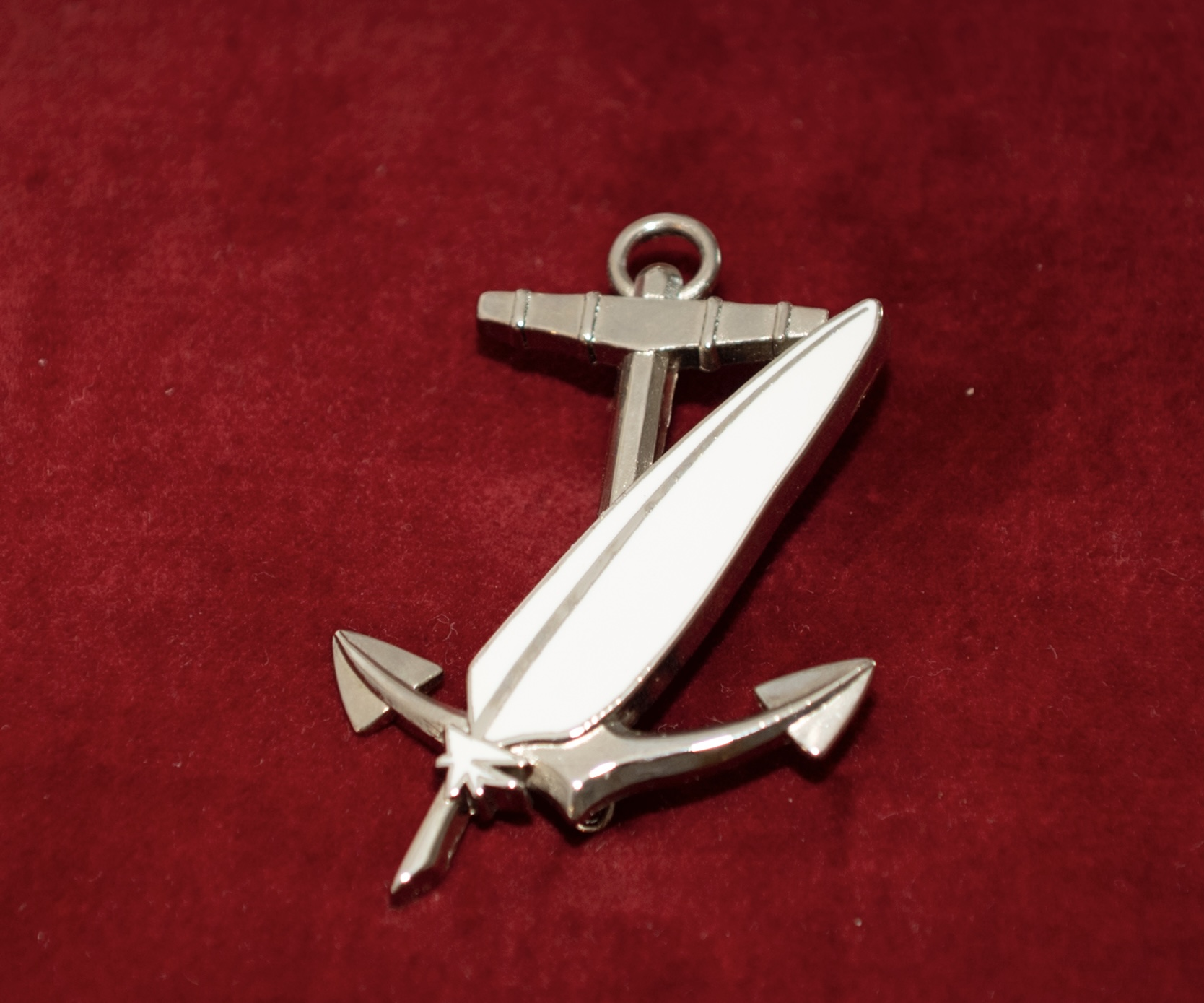
Insigne de capitaine de frégate de la réserve citoyenne.

Marie Dabadie est mariée pendant 18 ans avec le scénariste et parolier Jean-Loup Dabadie qu'elle épouse en 1969 ; ils ont deux fils : Clément et Florent,, puis elle a été la compagne de l'homme politique Jean-François Deniau, de par une passion commune pour la marine elle est nommée capitaine de frégate de la réserve citoyenne.   